# パンツを穿かずに地下鉄に乗ろうよ運動

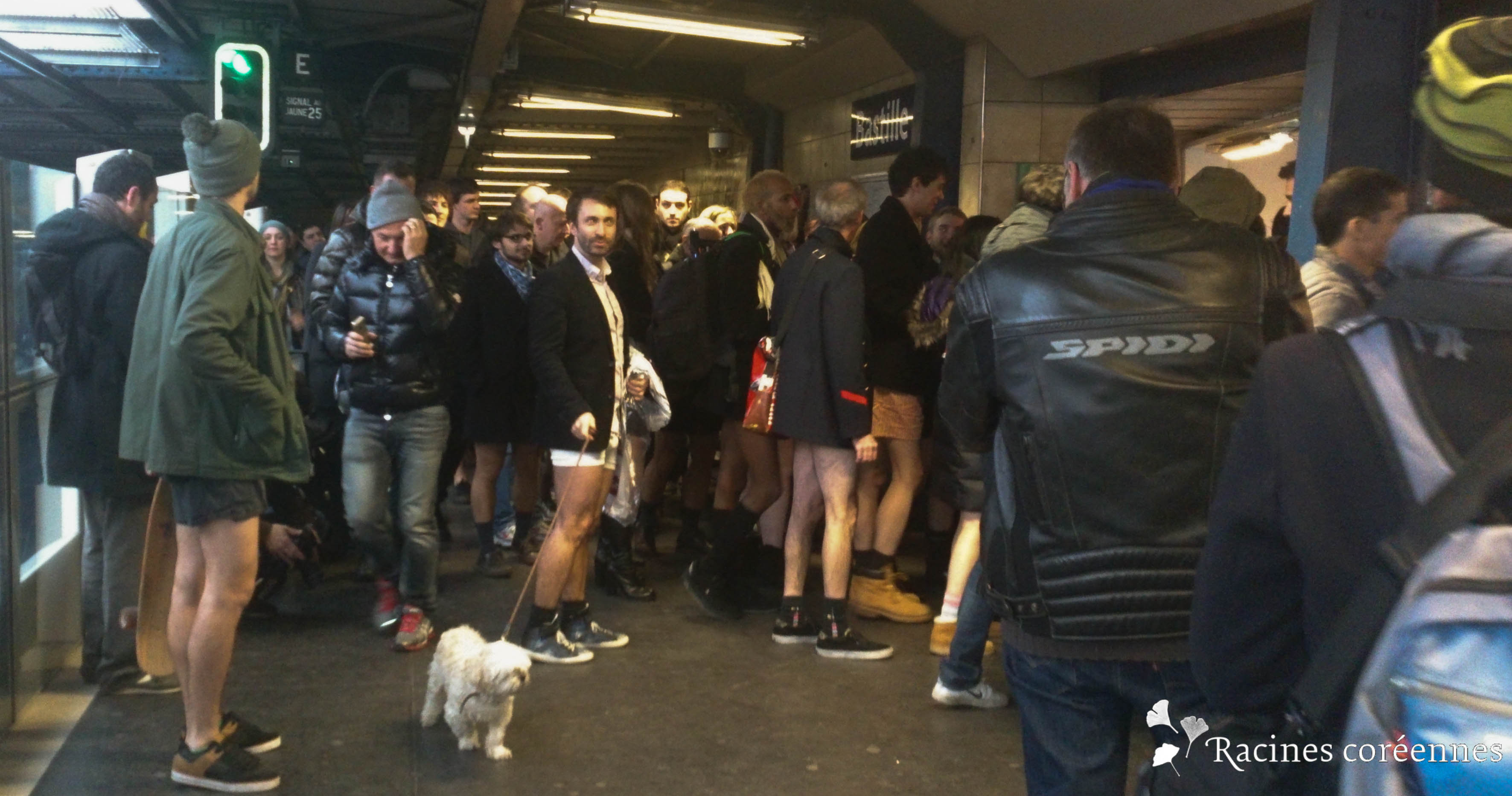
2014年、パリで

パンツを穿かずに地下鉄に乗ろうよ運動（ノーパンツサブウェイライド、No Pants Subway Ride）は毎年厳寒の1月に開催されているパンツ（日本語のズボン）を穿かずに乗客として地下鉄に乗車するイベントである。即興の形で始まったが、今日では世界中至る所での都市でコーディネートされている。「インプルーブ・エブリウェア（Improv Everywhere）」という団体が2002年にアメリカのニューヨークで開始した。

## 歴史

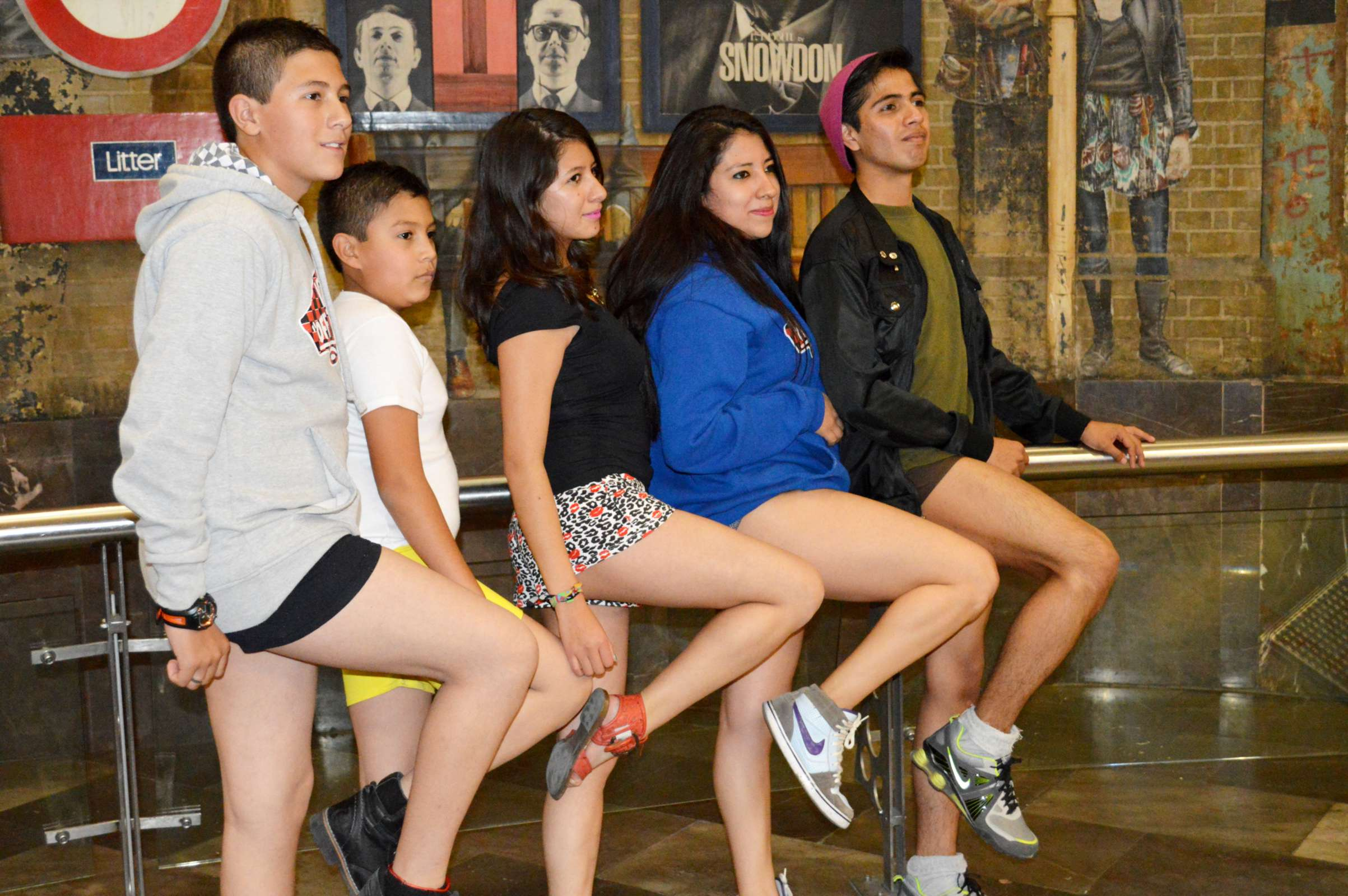
2015年メキシコシティで

ニューヨークのいたずら集団「インプルーヴ・エヴリーウェア」(Improv Everywhere)が、その創始者のチャーリー・トッド(Charlie Todd)をリーダーとして、最初のノーパン地下鉄乗車が2002年、ニューヨークで行われた。気温-1℃のニューヨーク市の地下鉄6ライン列車内で、トッドが茶色のコートに帽子とマフラーを着ながらズボン(pants)を穿かず、下半身は派手な柄の下着のみで乗り込み、乗客の様子を隠しカメラで撮影した。一般客のある女性が気づくが、一度目をそらし気を取り直す。その後、トッドの友達が次の停車駅から1人ずつ6駅連続で下半身下着姿でこの車両に乗っていき、お互い他人のフリをして、凍える1月の日にズボンを忘れるという 不幸な間違いをしただけのように振る舞う。隠しカメラの隣の客は、こんな滑稽なことは見たことがないと爆笑する。女性はそんな彼らと目があった瞬間に、この非日常的な体験の共有が生まれ、それまでは少し不気味でよく分からない状況だったのに一旦共有されると可笑しくて笑える状況になった。この状態があと4駅続き計7人の誰か分からない男らが下着姿で乗り込んでくる。8つ目の駅では巨大な袋を抱えた女の子が乗ってきて、1ドルでズボンを売ると言い、 仕掛け人のCharlie Toddと友達6人は皆当然のようにズボンを買って履き 「すごいタイミングだ、ありがとう」と言って、何が起こったのか説明もなく電車を降りて、それぞれ別の方向に去った。
この様子は後に2011年5月にTEDxBloomingtonにてトッドにより「The shared experience of absurdity」のタイトルでプレゼンテーションされた。これは非日常的なバカバカしさを共有することで、お金をかけずに集団でユーモアが得られる効果的な遊びであると語っている。
2006年の行事期間中にニューヨークにおいて150人が参加している。そのうち8人が風紀紊乱行為で逮捕されたが、後に放免されている。これをきっかけに全世界で認知され、世界各地で開催されるようになる。
2012年1月8日の第11回では、ニューヨーク、ロンドン、メキシコシティなど、27か国、59都市で同時に開催された。主催者団体によればニューヨークでは約3000人が参加したという。
2013年には、60の都市がこのイベントに参加している。
2015年にニューヨークで1月11日という寒い日に行われ、地下鉄の中でいきなりパンツ（ズボン）を脱ぎ始める。

## イベント名称について
本家のwebにノーパンツデイ“No Pants Day” や “No Pants Mob” “No Pants Parade” “No Pants Portland” などの用語の使用は避けるよう注意喚起がされている。またフラッシュモブでもないと明言している。
2007年以降、世界各地で開催されているが、公式開催には創始者で主催団体であるインプルーヴ・エヴリーウェアへの開催申請および承認が必要であり、公開イベントとして開催後にその様子を報告、公開することが開催条件となっている。